# سيلفيا سميث
سيلفيا سميث (بالإنجليزية: Silvia Smith)‏ (و. 1939 – م) هي سياسية، من أستراليا، حزب العمال الأسترالي.

## مناصب
تولت منصب عضو مجلس النواب الاسترالى.